# Ботіївська сільська рада
| Ботіївська сільська рада — колишній орган місцевого самоврядування у Приазовському районі Запорізької області з адміністративним центром у с. Ботієве. Історична дата утворення: в 1943 році. Водоймища на території, підпорядкованій даній раді: річка Корсак, Азовське море. Сільській раді були підпорядковані населені пункти: - с. Ботієве - с. Бабанівка - с. Строганівка |

## Склад ради
Рада складалася з 16 депутатів та голови.

### Керівний склад ради
| ПІБ                        | Основні відомості                                                                 | Дата обрання | Дата звільнення |
| -------------------------- | --------------------------------------------------------------------------------- | ------------ | --------------- |
| Чубуклієв Микола Семенович | Сільський голова, 1953 року народження, освіта, член Комуністичної партії України | 26.03.2006   | 31.10.2010      |

Примітка: таблиця складена за даними джерела